# Implosión DC
La Implosión DC (DC Implosion en inglés) es el rótulo popular con que se conoce la cancelación repentina de más de dos docenas de series en curso y planeadas de la editorial de historietas estadounidense DC Comics en 1978.

## Historia
El nombre es una referencia sarcástica a la Explosión DC, una campaña de mercadeo que realizó DC Comics a partir del comienzo de incrementar el número de títulos y páginas en todas sus series de historietas, acompañado de un incremento de los precios. La "explosión" duró tres meses desde su comienzo en junio de 1978 hasta su actualización en septiembre del mismo año.
Desde comienzos de la década de 1970, el dominio del mercado de DC Comics había sido superado Marvel Comics, en parte porque Marvel había aumentado significativamente el número de títulos que publicaba (tanto el material original como las reediciones). La "Explosión DC" en gran parte fue un plan para superar a su gran competidora copiando su estrategia.
DC experimentó una baja en las ventas en el invierno de 1977. Esto en parte era atribuido a las fuertes tormentas de nieve de 1977 y 1978 en Estados Unidos las que alteraron la distribución y redujo las compras de los consumidores. Además, los efectos de la constante inflación, la recesión, y el aumento de los costos de papel e impresión, condujo a la disminución de la rentabilidad de toda la industria de la historieta y redujo el número de lectores. En respuesta a esto, los ejecutivos de la editorial ordenaron que se cancelaran los títulos con pocas ventas y varias series nuevas aún en desarrollo. Entre otras directivas, se decidió que el título de larga data Detective Comics fuera cancelado en el número 480, aunque la decisión se revirtió para salvar la serie y Detective terminó fusionandose con el de mejor venta Batman Family
El 22 de junio de 1978, DC Comics anunció despidos de personal y la cancelación de aproximadamente el 40% de su línea editorial. Los editores Al Milgrom y Larry Hama fueron dos de los empleados despedidos.

## Títulos cancelados
Diecisiete series fueron canceladas abruptamente, siendo los siguientes sus números finales:
- All Star Comics 74 (fecha de tapa septiembre): El número 75 se publicó más tarde en Adventure Comics entre los números 461 (enero-febrero de 1979) y 462 (marzo de 1979); las historias de los personajes continuaron hasta el número 466.
- Army at War 1 (noviembre)
- Batman Family 20 (noviembre): fusionado con Detective Comics a partir del número 481 (diciembre de 1978-enero de 1979)
- Battle Classics 1 (septiembre): título compuesto de reediciones
- Black Lightning 11 (septiembre): la historia del 12 luego fue publicada en World's Finest Comics 260 (diciembre de 1979-enero de 1980)
- Claw the Unconquered 12 (agosto-septiembre)
- Doorway To Nightmare 5 (septiembre): fusionado con The Unexpected
- Dynamic Classics 1 (septiembre): título compuesto de reediciones
- Firestorm 5 (octubre): el número 6 fue reelaborado en The Flash 294 al 296 (febrero-abril de 1981). La historia más tarde fue publicada en el tomo recopilatorio Firestorm: The Nuclear Man (2011)[9]
- House of Secrets 154 (octubre-noviembre): el título fue fusionado con The Unexpected
- Kamandi: The Last Boy on Earth 59 (septiembre-octubre): las historias de "OMAC" de Jim Starlin aparecieron en  The Warlord 37 al 39 (septiembre-noviembre de 1980)
- Our Fighting Forces 181 (septiembre-octubre)
- Secrets of Haunted House 14 (octubre.-noviembre): revivida un año después a partir del número 15 (agosto de 1979); el título luego continuó hasta el número 46 (marzo de 1982)[10]
- Showcase 104 (septiembre): La historia de Deadman para el número "105" apareció en Adventure Comics 464. La historia de Creeper para el número 106 apareció en el tomo recopilatorio The Creeper by Steve Ditko (2010)[11]
- Star Hunters 7 (octubre-noviembre): Una historia ya planeada de Adam Strange apareció más tarde en World's Finest 262
- Steel: The Indestructible Man 5 (octubre-noviembre): La historia planeada para el número 6 fue reelaborada y publicada en los números 8 y 9 de All-Star Squadron (abril-mayo de 1982)
- The Witching Hour 85 (octubre): el título fue fusionado con The Unexpected[12]

### Cancelaciones de 1978 no relacionadas con la Implosión DC
Otros catorce títulos fueron cancelados en 1978. La mayoría eran cancelaciones ya "planeadas" y anunciadas ya sea en las promociones de DC y/o en los últimos números de cada serie correspondiente.
- Aquaman 63 (agosto-septiembre): Cancelación anunciada en marzo de 1978. La historia de Aquaman del número 64 fue publicada en Adventure Comics 460 (noviembre de 1978)
- Challengers of the Unknown 87 (Fecha de tapa junio-julio)
- DC Super Stars 18 (enero-febrero)
- Freedom Fighters 15 (julio-agosto): cancelado unos pocos meses antes de la Implosión para hacer espacio a otros títulos en la "Explosión DC"; la historia iba a concluir en Secret Society of Super-Villains, título que fue víctima de la Implosión
- Karate Kid 15 (julio-agosto): cancelado unos pocos meses antes de la Implosión para hacer espacio a otros títulos en la "Explosión DC"; se publicó la historia final.
- Metal Men 56 (febrero-marzo): la historia finalizó con el reconocimiento por parte de las Naciones Unidas de los Metal Men como ciudadanos del mundo y no una propiedad.
- Mister Miracle 25 (septiembre).[13] Cancelación anunciada en marzo de 1978.
- Return of the New Gods 19 (julio-agosto): la historia concluyó en los números 459 y 460 de Adventure Comics.
- Shazam! 35 (mayo-junio): Se fusionó con World's Finest Comics a partir del número 253.
- Shade, the Changing Man 8 (agosto-septiembre): Cancelación anunciada en marzo de 1978. La historia "Odd Man" de Steve Ditko se publicó en Detective Comics 487. Tanto la historia de Shade y Odd Man fueron publicads luego en el tomo recopilatirio The Steve Ditko Omnibus Vol. 1 (2011)[14]
- Secret Society of Super Villains 15 (june-july): Cancelación anunciada en marzo de 1978. Los personajes luego aparecieron en Justice League of America 166 al 168 (mayo-julio de 1979). Las historias de Secret Society of Super-Villains 16 y 17 fueron publicadas en el tomo recopilatorio Secret Society of Super-Villains vol. 2 (2012)[15]
- Super-Team Family 15 (marzo-abril): la historia en equipo de Supergirl y Doom Patrol del número 16 se publicó en The Superman Family 191 al 193.
- Teen Titans 53 (febrero)
- Welcome Back, Kotter 10 (marzo-abril): La última historia se publicó en Limited Collectors' Edition C-57

## Cancelled Comic Cavalcade
Cerca de treinta títulos fueron afectados. Mucho del trabajo no publicado fue impreso a mediados de 1978 en Cancelled Comic Cavalcade, una "serie" de dos números en formato ashcan de edición muy limitada donde se "publicaba" el trabajo no terminado, solo para establecer el derecho de autor de la editorial. El título hacía juego con una serie de DC de la década de 1940 llamada Comic Cavalcade. Parte del material ya producido para las series canceladas luego fueron usado en otras series. Los dos números, compuestos de algunas de esas historias junto a otras historias producidas anteriormente, fueron impresas por el personal de DC Comics en blanco y negro en fotocopiadoras de la editorial. Se realizaron un total de 35 copias de cada número y fueron distribuidos a los creadores del material, la Oficina del Derecho de Autor de los Estados Unidos y a la publicación Overstreet Comic Book Price Guide como prueba de su existencia. Considerados con valor de colección, un juego de ambos ejemplares estaba valuado en 3.680 dólares en la edición 2011/2012 de Comic Book Price Guide.
Los contenidos iban desde historias completas hasta historias con arte incompleto. Las tapas presentaban dos nuevas ilustraciones: la primera mostraba los héroes de los títulos cancelados tirados en el suelo ya sea inconscientes o muertos; la segunda mostraba a los héroes siendo expulsados de una oficina por un hombre de traje y anteojos. El primer número mostraba un precio de 10 centavos, mientras que el segundo tenía un costo de 1 dólar, aunque las publicaciones nunca fueron puestas a la venta.
Cancelled Comic Cavalcade contenía el siguiente material:

### Número 1
- Black Lightning 12 (luego publicado en World's Finest Comics 260); tapa del número 13
- Claw the Unconquered 13 y 14
- The Deserter 1[20][21]
- Doorway to Nightmare 6 (luego impreso en la serie The Unexpected)
- Firestorm 6, luego adaptado como historias de complemento en The Flash; la versión original sería publicada en el tomo recopilatorio Firestorm: The Nuclear Man en 2011.[9]
- Green Team: Boy Millionaires 1 y 2, que seguían una prueba publicada en 1st Issue Special 2.

### Número 2
- Kamandi 60 y 61. Las historias de "OMAC" aparecerían luego como complemento de The Warlord 37 al 39 (septiembre-noviembre de 1980), Las historias de Kamandi fueron publicadas en Kamandi Challenge Special en 2017
- Prez 5
- Shade, the Changing Man 9. La historia de "Odd Man" luego aparecería en Detective Comics 487 (diciembre de 1979-enero de 1980)
- Showcase 105 presentando a Deadman (La historia luego sería publicada ligeramente editada en Adventure Comics 464).
- Showcase 106, historia de The Creeper.
- Secret Society of Super-Villains 16 y 17; luego serían publicadas en Secret Society of Super-Villains vol. 2[15]
- Steel 6, luego reimpresas editadas en All-Star Squadron 8 y 9 (abril-mayo de 1982)
- The Vixen 1[22]
- Tapas de Army at War 2, Battle Classics 3, Demand Classics 1 y 2, Mister Miracle 26, Ragman 6, Weird Mystery Tales 25 y #26, Western Classics 1 y 2

## Títulos no publicados
Las nuevas series planeadas pero no publicadas fueron:
- Demand Classics. Serie consistente en reediciones de historias clásicas. La historia "Flash of Two Worlds" planeada para el número 11
- Deserter. Un Western
- Western Classics. Serie consistente en reediciones de historias del oeste.
- Starslayer. Una creación de Mike Grell que luego sería publicada por Pacific Comics y First Comics[23][24]
- Vixen. Hubiera sido la primera serie protagonizada por una superheroína Afroestadounidense; el personaje luego aparecería en el título Justice League of America. Una historia de complemento protagonizada por Harlequin hubiera comenzado en el número 2.

Serie de historias de complemento pero los títulos donde aparecerían tres de ellas fueron cancelados antes que las historias fueran producidas. Se desconocen las razones por la cual cancelaron las dos planeadas para Adventure Comics:
- "Manhunter from Mars" en Aquaman
- "Vigilante" en Aquaman
- "Captain Comet" en Secret Society of Super Villains
- "Metal Men" en Adventure Comics
- "The Man from Neverwhere,": una creación del guionista Roger McKenzie para Adventure Comics, "un superhéroe mezcla entre elfo mágico y viajero del tiempo".[25]
- "Adam Strange" en Star Hunters. Historia luego publicada en World's Finest Comics 263 (Junio/Julio de 1980)